# Apis cerana indica
Apis cerana indica, a abelha melífera indiana, é uma subespécie da Apis cerana.
É uma das abelhas predominantes encontradas e domesticados na Índia, Paquistão, Nepal, Mianmar, Bangladesh, Sri Lanka, Tailândia e na Ásia central. Relativamente não-agressiva e raramente exibindo comportamento de enxameação, é ideal para a apicultura.
É semelhante a abelha europeia (Apis mellifera), que tende a ser ligeiramente maior e pode ser facilmente distinguida.
As  abelhas A. c. indica costumam construir ninho de favos múltiplos em ocos de árvores e estruturas feitas pelo homem. Essas abelhas podem se adaptar a viver em cavidades ou colmeias feitas para esta propósito. Seu hábito de nidificação significa que elas potencialmente podem colonizar áreas temperadas ou montanhosas com invernos prolongados ou temperaturas frias.
A Apis cerana indica é uma das mais importantes polinizadores para  coqueiros; as outas espécies são Apis florea, Apis dorsata e Apis mellifera (a abelha européia).

## Taxonomia e filogenia
O zoólogo dinamarquês Johan Christian Fabricius descreveu Apis cerana, também conhecida como a abelha melífera asiática, em 1793. O nome do gênero Apis é a palavra em Latin para “abelha.” A abelha melífera asiática é da família Apidae, uma das mais diversas famílias de abelhas, incluindo a comum abelha europeia, abelha carpinteira (Xylocopa sp), abelha das orquídeas (tribo Euglossini) , mangangaba (Bombus sp), abelha cuoco (subfamília Nomadinae), e mesmo as  abelhas sem ferrão (tribo Meliponini).
No passado, houve uma discussão que Apis cerana e Apis mellifera eram simplesmente raças distintas da mesma espécie. Isto é devido essencialmente a grande semelhança na morfologia e comportamento de ambas, como ambas são abelhas de tamanho médio (10-11mm) que geralmente constroem múltiplos favos de ninho dentro das cavidades. Outas espécies abelhas, incluindo a abelha asiática gigante ou Apis dorsata e Apis laboriosa, geralmente constroem ninhos que consiste de um simples favo em áreas abertas. No entanto, apesar das semelhanças marcantes entre Apis cerana and Apis mellifera, há evidências que sugerem que estas duas espécies são bastante distintas; por exemplo, o acasalamento entre essas espécies não produzir descendentes. Adicionalmente, enquanto as colônias de  Apis mellifera podem alcançar tamanhos de até 50,000 ou mais indivíduos, As colônias de Apis cerana  são relativamente menores, com somente entrono de 6,000 até 7,000 trabalhadoras. Além disso, a Apis cerana é encontrada predominantemente na região da Ásia oriental do mundo, enquanto Apis mellifera é encontrada predominantemente nas regiões no mundo do Oeste Europeu e Africa . Por estas razões, foi agora concluído que estes são na verdade duas espécies separadas, contrariamente às crenças anteriores..

### Subspecies
(seguindo Engel, 1999).
- Apis cerana cerana Fabricius ( = "sinensis") - Afeganistão, Paquistão, norte da Índia, China e norte do  Vietnã
- Apis cerana heimifeng Engel
- Apis cerana indica - Fabricius - Sul da Índia, Sri Lanka, Bangladesh, Burma, Malásia, Indonésia e as Filipinas
- Apis cerana japonica Fabricius - Japão
- Apis cerana javana Enderlein
- Apis cerana johni Skorikov
- Apis cerana nuluensis Tingek, Koeniger and Koeniger
- Apis cerana skorikovi Engel ("himalaya") - Centro e leste das montanhas do  Himalaia (Ruttner, 1987)

Oito subespécies da A. cerana são atualmente reconhecidas. Destas duas subespécies são predominantes e usadas na apicultura na Índia: A. c. cerana e A. c. indica. Estas espécies são similares a Apis mellifera exceto na cor.  A. c. indica tem listras pretas no abdômen e vive próximo a  perto de áreas montanhosas e às vezes é visto em regiões planas. A. c. cerana tem listras amarelas em seu abdômen e está habituada a planícies das regiões da Índia. Apis mellifera pode ser prontamente distinguida de A. cerana devido ao seu tamanho ligeiramente maior.
A distribuição geográfica dos haplótipos do ADN mitocondrial esta fortemente influenciada pelas mudanças no nível do mar durante as eras glaciais do Pleistoceno. A população asiática no pós-glacial  do Pleistoceno recolonizaram a região insular das ilhas Sumatra, Java, Bali, Bornéu e outras pequenas ilhas, devido a que no Pleistoceno ouve uma diferença de quase 280 metros no nível do mar; 160 metros abaixo do nível atual fazem 160.000 anos e 120 metros acima do nível atual em um período tardio do Pleistoceno fazem 16.000 a 18.000 anos.Em seu trabalho de Biogeografia da Apis cerana Fabricius e de Apis nigrocincta Smith. Smith, Villafuerte, Otis e Palmer reconhecem cinco haplótipos no ADN mitocondríal da espécie:
- uma asiático continental
- um grupo de Sundalândia
- um grupo de Palawan
- um grupo de Luzon y Mindanao
- um haplotipo de Apis nigrocincta ilhas de Célebes e Sangihe